# チタニア (小惑星)
チタニア (593 Titania) は、小惑星帯に位置する小惑星である。ハイデルベルクでアウグスト・コプフによって発見された。
フェアリーの女王タイターニアにちなんで命名された。
天王星の衛星にも同名のチタニアがある。